# Champigneul-sur-Vence
Champigneul-sur-Vence ist eine französische Gemeinde mit 121 Einwohnern (Stand: 1. Januar 2022) im Département Ardennes in der Region Grand Est (bis 2015 Champagne-Ardenne). Sie gehört zum Arrondissement Charleville-Mézières, zum Kanton Nouvion-sur-Meuse und zum Gemeindeverband Crêtes Préardennaises.
Umgeben wird Champigneul-sur-Vence von den Nachbargemeinden La Francheville im Norden, Saint-Pierre-sur-Vence im Osten, Guignicourt-sur-Vence im Süden, Mondigny im Südwesten sowie Évigny im Nordwesten.

## Bevölkerungsentwicklung
| Jahr                      | 1962 | 1968 | 1975 | 1982 | 1990 | 1999 | 2009 | 2019 |
| ------------------------- | ---- | ---- | ---- | ---- | ---- | ---- | ---- | ---- |
| Einwohner                 | 81   | 81   | 69   | 61   | 87   | 105  | 130  | 123  |
| Quelle: Cassini und INSEE |      |      |      |      |      |      |      |      |

## Sehenswürdigkeiten
- Kirche Saint-Martin